# Eleições no Território Federal de Roraima em 1950
As eleições no território federal de Roraima em 1950 ocorreram em 3 de outubro como parte das eleições gerais no Distrito Federal, em 20 estados e nos territórios federais do Acre, Amapá e Rondônia. No presente caso, a Constituição de 1946 fixou um deputado federal para representar cada um dos territórios federais então existentes.

## Resultado da eleição para deputado federal
Informa o Tribunal Superior Eleitoral que 2.684 eleitores compareceram às urnas (76,55%) enquanto 822 abstiveram-se (23,45%), resultando em 3.506 roraimenses aptos a votar. Ninguém votou em branco, mas contabilizaram 89 votos nulos. A partir deste ponto, há divergências quanto às chapas (cada uma com um candidato a deputado federal e um suplente) que disputaram o pleito e a votação das mesmas. Nos territórios federais representados por um deputado federal, será observado o princípio do voto majoritário.

### Chapa do PSP
| Candidatos a deputado federal em 1950 | Partido | Votação | Percentual | Cidade onde nasceu | Unidade federativa  | Referências |
| Félix Valois                          | PSP     | 1.418   | 56,36%     | Pastos Bons        | Maranhão            | [ 5 ] [ 1 ] |
| Jerocílio Gueiros                     | PSP     |         |            | Natal              | Rio Grande do Norte | [ 6 ] [ 1 ] |
| Fontes:                               |         |         |            |                    |                     |             |

### Chapa do PST
| Candidatos a deputado federal em 1950 | Partido | Votação | Percentual | Cidade onde nasceu | Unidade federativa | Referências |
| Fanor Cumplido Júnior                 | PST     | 1.018   | 40,46%     |                    |                    | [ 1 ]       |
| José de Souza                         | PST     |         |            |                    |                    |             |
| Fontes:                               |         |         |            |                    |                    |             |

### Chapa do PSD
| Candidatos a deputado federal em 1950 | Partido | Votação | Percentual | Cidade onde nasceu | Unidade federativa  | Referências      |
| Jerocílio Gueiros                     | PTB     | 80      | 3,18%      | Natal              | Rio Grande do Norte | [ 1 ] [ nota 3 ] |
| Félix Valois                          | PTB     |         |            | Pastos Bons        | Maranhão            | [ 1 ] [ nota 3 ] |
| Fontes:                               |         |         |            |                    |                     |                  |